# Corner Brook United SC
De Corner Brook United Soccer Club (afgekort CBUSC) is een Canadese voetbalclub uit Corner Brook, de enige stad in het westen van Newfoundland. De in 1970 opgerichte club heeft blauw en wit als clubkleuren en is met 650 leden op het vlak van ledenaantal een van de grootste clubs van provincie Newfoundland en Labrador. Het Doug Sweetapple Field, het hoofdterrein van de CBUSC, bevindt zich aan Wellington Street.

## Geschiedenis

### Voorgeschiedenis
De voorgeschiedenis van de club gaat terug tot de jaren 1940. Toen vormden er zich in Corner Brook voor het eerst amateurvoetbalteams die het onder meer opnamen tegen teams uit de aan de stad grenzende plaats Curling. In de jaren 50 en 60 van de 20e eeuw nam het beste team van de stad jaarlijks deel aan het All-Newfoundland Championship, de voorloper van de in 1967 opgericht provinciale Challenge Cup. In 1954, 1956 en 1961 wist Corner Brook de provinciale titel binnen te halen.

### Clubgeschiedenis
In 1970 werd de Corner Brook United Soccer Club officieel opgericht. Het gefragmenteerde en slechts losjes georganiseerde voetbal in de stad kwam zo in een enkele verenigde structuur terecht. De CBUSC bleef steeds een "verenigde club" bestaande uit meerdere A-elftallen. Anno 2022 telt de club vijf mannelijke en vier vrouwelijke A-teams, die allen in verschillende lokale amateurcompetities uitkomen.
Doorheen haar geschiedenis vaardigde de CBUSC meerdere jaren hun beste team af voor de provinciale competitie van de voetbalbond van Newfoundland en Labrador, meer bepaald de Challenge Cup voor de mannen (laatste deelname in 2017) en de Jubilee Trophy voor de vrouwen.
De vrouwenafdeling van de club haalde in de jaren 80 twee titels binnen en mocht deelnemen aan de tweede editie van de Canadese Jubilee Trophy in 1983.
In 2008 werd het Doug Sweetapple Field omgevormd tot een kunstgrasveld. In 2025 werd het kunstgras vernieuwd. In beide instanties gebeurde dit in het kader van de Newfoundland and Labrador Games.

## Ploegen
De belangrijkste elftallen die onder de vleugels van Corner Brook United SC vallen komen uit in de Corner Brook Senior Soccer League, de amateurvoetbalcompetitie van West-Newfoundland. Het betreft onder meer de Curling Rangers en de West Side Monarchs, die beide een heren- en dameselftal hebben.

## Erelijst
Jubilee Trophy (vrouwenafdeling)
winnaar (2): 1982, 1983